# 任立渝
任立渝（1945年1月27日—），臺灣氣象主播。樹林高中、板橋高中、中國文化大學大氣科學系畢業。自1981年起，曾任交通部中央氣象局氣象預報中心預報員、主任預報員、課長、副主任，後升任預報中心主任。
1993年，退休後被台灣電視公司聘為氣象主播。
曾任TVBS新聞台資深當家氣象主播，已有53年天氣預報經驗。2021年5月31日正式宣布引退。
同年任立渝獲頒電視金鐘獎特別貢獻獎，是臺灣電視史上首位獲得該獎項的氣象新聞從業人員。

## 經歷
1997年3月22日，進入中國電視公司擔任氣象主播，期間長達9年。
2006年5月1日，進入中華電視公司（TBS-CTS），擔任各節新聞氣象主播。
2007年4月2日起，更與華視主播劉玉嘉搭檔主持全新型態晨間新聞節目《早安今天》，在每日最即時更新的新聞焦點外，更與國家地理頻道合作開闢〈任立渝氣象〉單元。
2009年8月8日，由於中華電視公司未與任立渝續約，播報完莫拉克颱風的氣象預報後宣告引退。
2010年6月1日，TVBS新聞台聘請任立渝重操舊業，播報TVBS新聞台傍晚17時30分和晚間19時45分以及TVBS主頻道晚間19時15分之氣象，此舉亦成為他的復出之作。
2021年5月31日，正式宣布二度引退，後由前中央氣象局氣象預報中心預報員謝明昌繼任。
2021年10月2日，第56屆金鐘獎任立渝獲頒特殊貢獻獎。成為史上首位獲得該獎項的氣象新聞從業人員。
簡歷
- 1990年5月－1992年7月：中央氣象局氣象預報中心主任
- 1992年7月－1993年10月：中央氣象局一組組長
- 1993年10月－1997年3月：台灣電視公司氣象主播
- 1997年3月－2006年4月：中國電視公司氣象主播
- 2006年5月－2009年8月：中華電視公司氣象主播
- 2010年6月－2021年5月31日：TVBS資深當家氣象主播。
- 2021年5月31日：正式宣布從氣象主播二度引退。

## 獎項紀錄
| 年份   | 獲提名             | 獎項                   | 結果 |
| ------ | ------------------ | ---------------------- | ---- |
| 2021年 | 任立渝（氣象播報） | 第56屆金鐘獎特殊貢獻獎 | 獲獎 |